# ثلاثية (أدب)
الثلاثية أو الثلاثيات عادةً ما تكون مجموعة من الكتب أو الأفلام السينمائية أو ألعاب الحاسوب أو غير ذلك التي تتكون من ثلاثة أجزاء ممتتالية، فبالتالي هي سلسلة ثلاثية - أو ثلاثي.
مثال واقعي على تطبيق للمصطلح هي كتب الثلاثية للروائي نجيب محفوظ، وهي تتكون من :
- بين القصرين
- قصر الشوق
- السكرية